# Lo schiaccianoci e il flauto magico
Lo schiaccianoci e il flauto magico (in cirillico: Щелкунчик и волшебная флейта?, traslitterato: Shchelkunchik i volshebnaya fleyta) è un film d'animazione del 2022 diretto da Georgi Gitis. 
Di produzione russa e ungherese, è la versione animata del balletto Lo schiaccianoci, a sua volta tratto dalla fiaba di Alexandre Dumas Storia di uno schiaccianoci - Favola di Natale.

## Trama
Marie è una ragazza di 17 anni, ma è ancora molto affezionata alle bambole con cui giocava da bambina. La sera della vigilia di Natale, proprio mentre si stava esibendo in un balletto classico nel salotto di casa per intrattenere gli ospiti della madre, il subdolo usuraio mr. Ratter in cambio del grosso debito che il padre di Marie aveva contratto con lui prima di morire, propone di sposare la ragazza, e regala a Marie la bambola di uno Schiaccianoci.
Marie è disperata e si rifugia in camera sua. Improvvisamente i suoi giocattoli prendono magicamente vita e lei viene rimpicciolita fino ad essere grande come le sue bambole. A quel punto Marie scopre che la bambola dello Schiaccianoci è in realtà il principe George, che è vittima di un incantesimo che lo ha trasformato in una bambola. Inizia quindi l'avventura che condurrà Marie fino alla Terra dei Fiori, per impedire che il popolo dei Topi riesca a conquistare il mondo.